# Municipio de Carroll (Ohio)
El municipio de Carroll (en inglés: Carroll Township) es un municipio ubicado en el condado de Ottawa en el estado estadounidense de Ohio. En el año 2010 tenía una población de 2135 habitantes y una densidad poblacional de 11,67 personas por km².

## Geografía
El municipio de Carroll se encuentra ubicado en las coordenadas 41°36′23″N 83°6′13″O / 41.60639, -83.10361. Según la Oficina del Censo de los Estados Unidos, el municipio tiene una superficie total de 182.88 km², de la cual 87,25 km² corresponden a tierra firme y (52,29 %) 95,63 km² es agua.

## Demografía
Según el censo de 2010, había 2135 personas residiendo en el municipio de Carroll. La densidad de población era de 11,67 hab./km². De los 2135 habitantes, el municipio de Carroll estaba compuesto por el 98,74 % blancos, el 0,09 % eran afroamericanos, el 0,09 % eran amerindios, el 0,09 % eran asiáticos, el 0,52 % eran de otras razas y el 0,47 % eran de una mezcla de razas. Del total de la población el 2,2 % eran hispanos o latinos de cualquier raza.